# رون كارينغا
رون كارينغا (بالإنجليزية: Ron Karenga)‏ ـ (المولود باسم رونالد ماكينلي إيفريت (بالإنجليزية: Ronald McKinley Everett)‏ والمعروف لاحقًا بالاسم الأفريقي مولانا ندابيزيثا كارينغا (بالإنجليزية: Maulana Ndabezitha Karenga)‏) ـ (ولد في 14 يوليو 1941) هو أستاذ جامعي للدراسات الأفريقية وناشط ومؤلف أمريكي من أصول أفريقية. هو مبتكر عيد «كوانزا» الذي يحتفل به الأمريكيون الأفارقة وغيرهم من أفارقة الشتات في العالم الغربي، كما كان من الأعضاء الفاعلين في حركة «القوة السوداء» (بالإنجليزية: Black Power)‏ التي نشطت في ستينيات وسبعينيات القرن العشرين.
في سنة 2002، أدرجه أستاذ الدراسات الأفريقية الأمريكي موليفي كيتي أسانتي ضمن قائمة أعظم 100 أمريكي أفريقي.

## وصلات خارجية
- رون كارينغا على موقع IMDb (الإنجليزية)
- رون كارينغا على موقع الموسوعة البريطانية (الإنجليزية)
- رون كارينغا على موقع أول موفي (الإنجليزية)
- رون كارينغا على موقع كينوبويسك (الروسية)
- الموقع الرسمي (بالإنجليزية)